# Klauzál tér

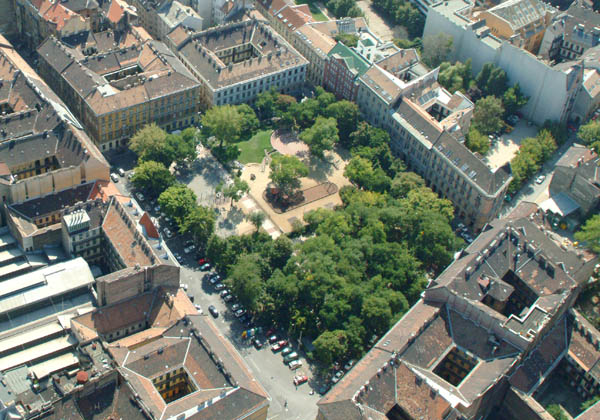
Luftbild des Klauzál tér (2006)

Der Klauzál tér (deutsch Klauzál-Platz) ist ein öffentlicher Platz im VII. Bezirk (Erzsébetváros) der ungarischen Hauptstadt Budapest. Er ist der größte Platz im früheren jüdischen Viertel Budapests.

## Geschichte

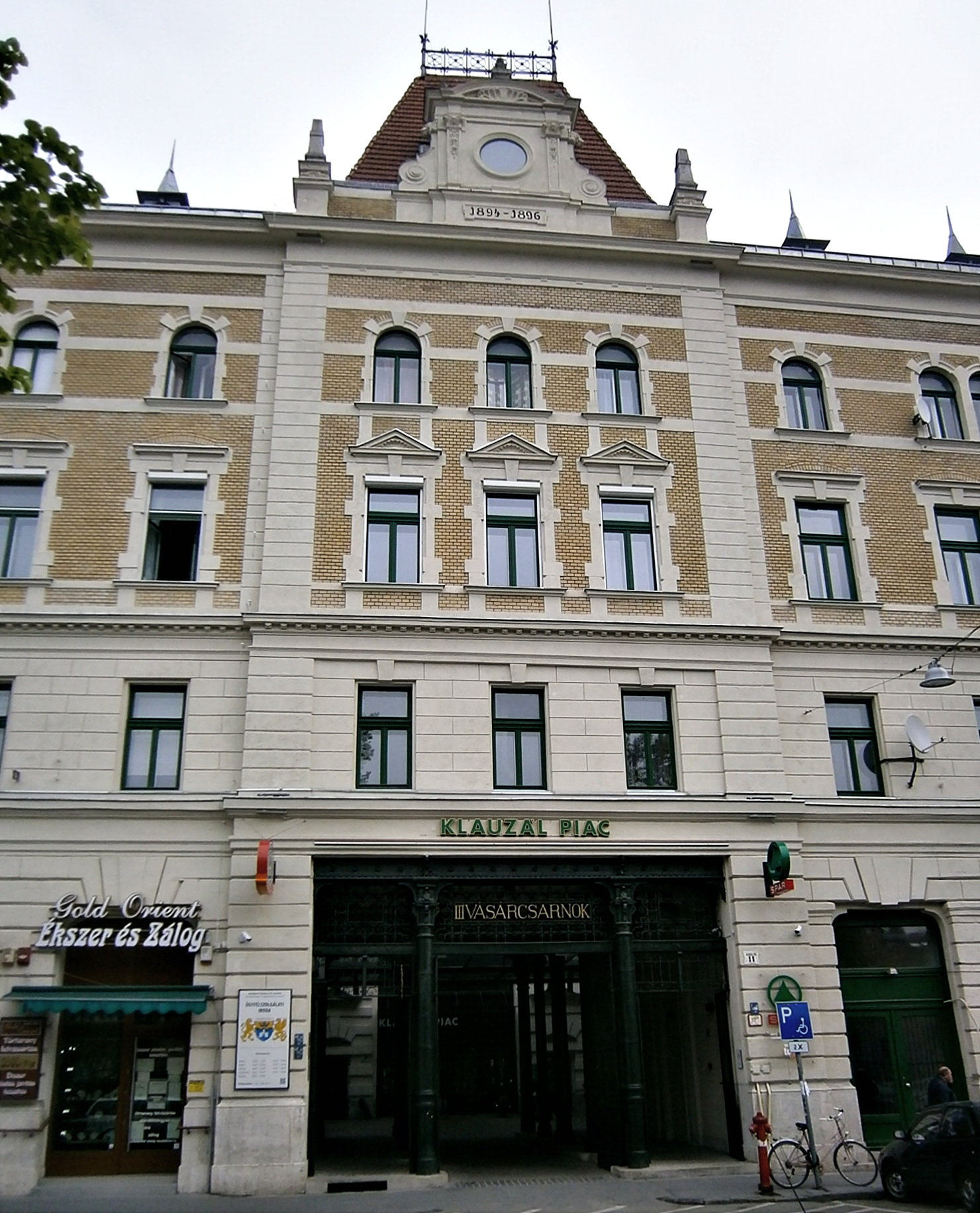
Markthalle am Klauzál tér

Der Platz wurde ursprünglich nach Stephan von Österreich, dem letzten Palatin von Ungarn 1847/48, Stephansplatz (ab 1874 ungarisch István tér) benannt. Seit 1907 trägt er den Namen Gábor Klauzáls, der während der ungarischen Revolution 1848/1849 im Kabinett Batthyány als Minister für Landwirtschaft, Industrie und Handel diente.
Im Oktober 1872 wurde am Platz das István téri színház, das dritte Theater Ungarns, eingeweiht. Es wurde allerdings bereits gut ein Jahr später bei einem Brand zerstört und nicht wieder aufgebaut. Zwischen 1892 und 1896 entstand am István tér nach einem Entwurf von Pál Klunzinger eine Markthalle mit einem erhöhten Mittelschiff, die an die Architektur einer Basilika erinnert.
Zwischen 1911 und 1941 querte die damalige Linie 2 der Straßenbahn Budapest auf ihrem Weg vom Ostbahnhof nach Angyalföld den Klauzál tér. Am Klauzál tér 9 erinnert eine Gedenktafel an Attila Gérecz, der während des ungarischen Volksaufstands starb und zunächst auf dem Platz begraben wurde.
Auf dem Klauzál tér gibt es (Stand 2020) einen eingezäunten Spielplatz, Sitzmöglichkeiten und mehrere Sportanlagen. Er ist aufgrund seiner Nähe zu zahlreichen Kneipen als Zentrum des Ausgehviertels (ung. bulinegyed) bekannt.